# Făget
Făget (rumænsk udtale: [fəˈdʒet]; ungarsk: Facsád; tysk: Birkendorf eller Fatschet) er en by i distriktet Timiș i Rumænien, med en befolkning på omkring 6.595 (2021) indbyggere. Byen administrerer ti landsbyer: Bătești, Begheiu Mic, Bichigi, Brănești, Bunea Mare, Bunea Mică (affolket), Colonia Mică, Jupânești, Povârgina og Temerești.

## Geografi
Făget ligger i den sydvestlige del af Rumænien, hvor Lugoj-sletten mødes med Lugoj-bakkerne, på det øvre løb af Bega-floden. I distriktet Timiș ligger den i den østlige del, 98 km fra Timișoara og 33 km fra Lugoj, hvortil den er forbundet med nationalvej 68A. Den samme vej mod øst forbinder byen med Deva, 68 km væk. Byen krydses også af CFR jernbanelinje 212 (Lugoj–Făget–Ilia).

## Historie
Făget fæstning er kendt tilbage til 1548, som ejendom tilhørende Jakab Békés og bærer navnet Fagyath. Mellem 1594-1602 var Făget ejet af Ban af Lugoj. I 1602 blev det belejret og ødelagt af tyrkerne, hvorefter det faldt i ruin.
I 150 år har stedet været genstand for voldsomme konfrontationer mellem rumænere, tyrkere og østrigere, hvilket også bekræftes af arkæologiske udgravninger. Det maleriske landskab i Făget, den intense åndelige aktivitet og dets berømte messer tiltrak sig opmærksomheden fra nogle udenlandske rejsende, der passerede gennem Transsylvanien og Banatet. I 1660 beskrev den tyrkiske rejsende Evliya Çelebi, der passerede gennem Făget, den middelalderlige fæstning:
| Citat | Det blev bygget af en kvinde ved navn Tilen... Den er en firkantet bygning, smuk og stærk. Mod vest er en port ud mod sletten. Den har en dizdar, tre hundrede udvalgte soldater og nok krigsmateriel; den er helt dækket af tagsten, men den har intet marked og basar eller noget. Det er bare et serhat-tårn. | Citat |
|       | |       |

Sammen med den militære fæstning udviklede byen sig også, som på relativt kort tid blev den vigtigste lokalitet i området. Fæstningen blev endelig revet ned af tyrkerne i 1699. Umiddelbart efter Banatet blev erobret af østrigerne i 1717, havde Făget kun 20 huse tilbage, men detn var centrum i et distrikt med 42 kommuner. Efter denne nedgangsperiode begyndte byen at vokse igen og fik i 1787 ret til at holde otte markeder om året. I slutningen af 1700-tallet skrev Johann Lehmann:
| Citat | Făget er en smuk by på landet. Stedet er rigt på grund af de dyremarkeder, der afholdes her. Byen er rumænsk, har over 200 huse og to kirker. Kroen i Făget er den smukkeste og den reneste og mest rummelige på hele Timișoara-Sibiu-linjen, og denne kro er ejet af fru Soro (hustru til kommandanten for Timișoara-fæstningen). Der er otte gæsteværelser i kroen. De rejsende er godt betjent, men til en meget dyr pris. | Citat |
|       | |       |

## Galleri
- Trækirken i Bătești
- Ruiner af fortet i Făget
- Trækirken i Jupânești
- Trækirken i Povârgina